# Andreas Prothmann

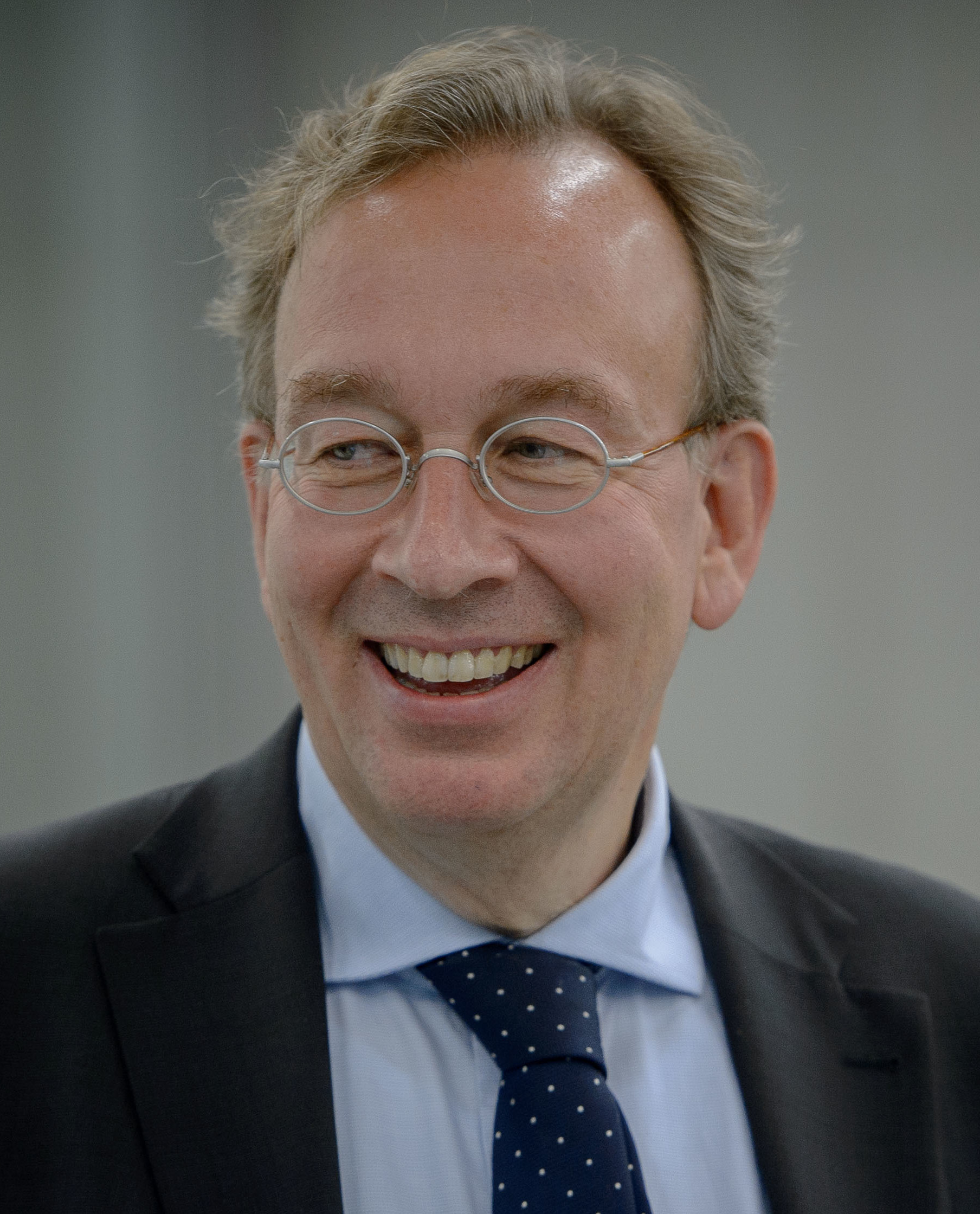
Andreas Prothmann, 2017

Andreas Prothmann (* 12. April 1960 in Berlin) ist ein deutscher Diplomat. Er war von 2019 bis 2023 Botschafter in Tadschikistan. Seit 2023 ist er Botschafter in Fidschi.

## Leben
Nach dem Abitur studierte Andreas Prothmann ab 1978 Rechtswissenschaft in Passau, Genf und Singapur. Nach Abschluss seiner Studien promovierte er 1988 in Passau mit einer Arbeit über Erzeugungsquoten für Stahl gemäß  Art. 58 EGKS-Vertrag in der Rechtsprechung des EuGH.
Prothmann ist verheiratet und hat 4 Kinder.

## Laufbahn
1988 trat Prothmann in den Auswärtigen Dienst ein und arbeitete nach Abschluss des Vorbereitungsdienstes für den höheren Auswärtigen Dienst zunächst in der Rechtsabteilung des Auswärtigen Amtes. Nach einer Verwendung in der Politischen Abteilung an der Botschaft Moskau von 1991 bis 1994 war er von 1994 bis 1996 Stellvertreter des Generalkonsuls am Generalkonsulat Seattle. Von 1996 bis 1999 folgte eine Aufgabe in der Abteilung für Kultur und Kommunikation im Auswärtigen Amt, dann war er von 1999 bis 2003 Stellvertretender Leiter der Botschaft Taschkent (Usbekistan), von 2003 bis 2006 Stellvertretender Referatsleiter der Personalabteilung im Auswärtigen Amt und von 2006 bis 2009 an der Botschaft Washington in der Politischen Abteilung.
Nach einer weiteren Zeit im Auswärtigen Amt, als Referatsleiter Exportkontrolle und Nichtverbreitung, folgte 2013 die Versetzung als Gesandter für Wirtschaft an die Botschaft London. 2016 nahm er als Deutscher Vertreter an der OSZE-Wirtschaftskonferenz in Berlin teil und war dann von 2016 bis 2019 im Auswärtigen Amt Sonder-Beauftragter für die Ukraine.
Ab November 2019 war Prothmann Botschafter in Duschanbe (Tadschikistan). Seit 2023 ist er Botschafter in Suva (Fidschi), wo er als erster in Fidschi residierender Botschafter die im August 2023 eröffnete Botschaft leitet.

## Veröffentlichungen
- Andreas Prothmann: Erzeugungsquoten für Stahl gemäß Art. 58 EGKS-Vertrag in der Rechtsprechung des EuGH. VVF, München 1988, ISBN 3-88259-590-6 (Zugl.: Passau, Univ., Diss., 1988).